# Miguel Herrero Javaloyas
Míchel Herrero, właśc. Miguel Alfonso Herrero Javaloyas (ur. 29 lipca 1988 roku w Burjassot) – hiszpański piłkarz grający na pozycji pomocnika w drużynie Real Valladolid.

## Kariera zawodnicza
Míchel pierwsze treningi rozpoczął w lokalnej drużynie Burjassot CF, po czym został przyjęty do szkółki piłkarskiej Valencii CF. Od sezonu 2008/09 występował w grającej w Segunda División B drużynie rezerw tego klubu.
Pierwszy oficjalny mecz w pierwszej drużynie Valencii rozegrał 29 października 2008 roku w meczu Pucharu Króla z Club Portugalete, a swojego pierwszego gola zdobył w rewanżu z tą drużyną 12 listopada 2008 roku.
Z powodu kontuzji Rubena Barajy, Edu i Manuela Fernandesa został włączony do pierwszej drużyny przez trenera Unaia Emerego i zadebiutował w Primera División w przegranym 0–4 meczu z FC Barcelona, 6 grudnia 2008 roku. Łącznie w sezonie 2008/09 wystąpił w 13 spotkaniach Primera División.
Po zakończeniu sezonu rozważano wypożyczenie Míchela do innego pierwszoligowego zespołu w celu nabrania doświadczenia, jednak ostatecznie sztab szkoleniowy zdecydował o włączeniu go do pierwszej drużyny Valencii w sezonie 2009/10. Jednakże w całym sezonie zagrał jedynie w 10 oficjalnych spotkaniach Valencii, w większości jako zamiennik. Z tego powodu po zakończeniu sezonu został wypożyczony do Deportivo La Coruña. Z Deportivo spadł do Segunda División. W sezonie 2011/2012 grał na wypożyczeniu w Hérculesie Alicante. Z kolei w 2012 roku został zawodnikiem Levante UD.

## Kariera reprezentacyjna
Míchel wystąpił dotychczas w czterech meczach prowadzonej przez Juana Lópeza Caro reprezentacji Hiszpanii do lat 21 - zadebiutował 27 marca 2009 roku przeciwko Irlandii. Pojawił się na boisku w 72 minucie, a drużyna przegrała 1-2. Jedyną bramkę zdobył w meczu eliminacji do Mistrzostw Europy w 2011 roku przeciwko Finlandii 13 listopada 2009 roku.

## Statystyki
| Klub                                      | Sezon   | Liga                 | Liga  | Liga   | Puchar | Puchar | Europejskie puchary        | Europejskie puchary | Europejskie puchary | Razem | Razem  |
| Klub                                      | Sezon   | Rozgrywki            | Mecze | Bramki | Mecze  | Bramki | Rozgrywki                  | Mecze               | Bramki              | Mecze | Bramki |
| ----------------------------------------- | ------- | -------------------- | ----- | ------ | ------ | ------ | -------------------------- | ------------------- | ------------------- | ----- | ------ |
| Valencia CF                               | 2008–09 | Primera División     | 13    | 0      | 3      | 1      | Puchar UEFA                | 0                   | 0                   | 16    | 1      |
| Valencia CF                               | 2009–10 | Primera División     | 3     | 0      | 2      | 0      | Liga Europy                | 5                   | 0                   | 10    | 0      |
| Deportivo La Coruña                       | 2010–11 | Primera División     | 8     | 0      | 0      | 0      | -                          | -                   | -                   | 8     | 0      |
| Valencia CF                               | 2011–12 | Primera División     | 0     | 0      | 0      | 0      | -                          | -                   | -                   | 0     | 0      |
| Hércules CF                               | 2011–12 | Segunda División     | 8     | 0      | 0      | 0      | -                          | -                   | -                   | 8     | 0      |
| Levante UD                                | 2012–13 | Primera División     | 37    | 4      | 3      | 1      | Liga Europy                | 11                  | 2                   | 51    | 7      |
| Valencia CF                               | 2013–14 | Primera División     | 13    | 0      | 2      | 0      | Liga Mistrzów, Liga Europy | 8                   | 1                   | 23    | 1      |
| Getafe CF                                 | 2014–15 | Primera División     | 12    | 1      | 0      | 0      | -                          | -                   | -                   | 12    | 1      |
| Guangzhou                                 | 2015    | Chinese Super League | 25    | 4      | 0      | 0      | Azjatycka Liga Mistrzów    | 8                   | 0                   | 33    | 5      |
| Real Oviedo                               | 2015–16 | Primera División     | 18    | 0      | 0      | 0      | -                          | -                   | -                   | 18    | 0      |
| Real Valladolid                           | 2016–17 | Primera División     | 41    | 3      | 3      | 1      | -                          | -                   | -                   | 44    | 4      |
| Real Valladolid                           | 2017–18 | Primera División     | 30    | 5      | 1      | 0      | -                          | -                   | -                   | 31    | 5      |
| Real Valladolid                           | 2018–19 | Primera División     | 35    | 1      | 0      | 0      | -                          | -                   | -                   | 35    | 1      |
| Razem                                     | Razem   | Razem                | 242   | 18     | 13     | 3      |                            | 32                  | 3                   | 288   | 25     |
| Statystyki aktualne na dzień 19 maja 2019 |         |                      |       |        |        |        |                            |                     |                     |       |        |